# Списак кинеских класификатора
У следећим таблицама, први стубац садржи традиционалну верзију класификаторског карактера, а други садржи упрошћену верзију ако се разликује, трећи садржи изговор у пинјину, четврти садржи изговор у кантонској романизацији Јејл (енгл. Yale), а пети објашњава главну корист речи. Под наводницима је буквалан смисао класификаторске речи.

## Именички класификатори

### Правилни класификатори
| Трад. | Упрош. | Пинјин | Кантонски | Главна употреба |
| ----- | ------ | ------ | --------- | --- |
|       |        |        |           | „шака“ или „прегршт “– шака предмета који могу бити држани, релативно дуги и равни предмети (ножеви 刀, маказе 剪刀, мачеви 劍/剑, кључеви 鑰匙/钥匙, и столице 椅子)                                                           |
|       |        |        |           | „свеска“ – везане штампане ствари (књиге 書/书, итд.) |
|       |        |        |           | романи 小說/小说, филмови 電影/电影, ТВ драме и сл. |
|       |        |        |           | свеске књига (冊 је више уобичајни у традиционалном кинеском, 册 обратно) |
|       |        |        |           | „спрат“, „слој“ – зграда 樓/楼, итд. |
|       |        |        |           | јавни спектакли, игре 比賽/比赛, драме 戲/戏, филмови 電影/电影, итд. |
| 處    | 处     |        |           | „локација“, „сајт“ – рушевине 廢墟/废墟, градилиште 工地 |
|       |        |        |           | дјела у драми, „наступ“ – драме 戲/戏, циркус 馬戲/马戏, итд. |
|       |        |        |           | линеарне пројекције (зраке свјетлости 亮光, итд.), наредбе ауторитетске особе 命令, јела (хране) 點心/点心, зидови и врата 門/门, питања 題/题, број пута (за одређене процедуре) 工序                                          |
|       |        |        |           | предмети са испупченим врхом (капе 帽子, итд.) |
|       |        |        |           | буквално ступови, користи се за зграде 房子 |
|       |        |        |           | зидови и обухватајући чворови 牆/墙 |
|       |        |        |           | цвеће 花, облаци 雲/云 |
|       |        |        |           | војни пројектили, као што су меци 子彈/子弹, артиљерија 炮彈/炮弹, ракете итд. |
|       |        |        |           | писма 信, пошта, факсе 傳真/传真 |
|       |        |        |           | уметничка дела (слике 畫兒/画儿, итд.) |
|       |        |        |           | појединачне ствари, људи – универзална збирна реч (кориштење овог класификатора у вези са било којом именицом је уопштено прихваћена ако особа не зна правилни класификатор)                                                    |
|       |        |        |           | танки, витки предмети (игле 針/针, ступови 支柱, итд.); струка 絲/丝 (нпр. коса 頭髮/头发) |
|       |        |        |           | авиони 飛機/飞机, клавири 琴, машине 儀器/仪器 |
|       |        |        |           | собе 屋子 |
|       |        |        |           | афере 事情, одећа 衣裳, итд. |
|       |        |        |           | редовно заказане сједнице или састанке 會/会, годишње групе у школи (нпр. разред 2006) 畢業生/毕业生 |
| 卷    | 卷     |        |           | „ролна“ свитак - филма 膠卷/胶卷, тоалет-папира 手紙/手纸 |
|       |        |        |           | дрвеће (樹/树) и друге такве флоре |
|       |        |        |           | мали предмети (срца 心, бисери 珠子, зуби 牙齒/牙齿, дијаманти 鑽石/钻石, итд.) и предмети који се појављују мали (удаљене звезде 星星 и планете 星球)                                                                          |
|       |        |        |           | сељацу 人, чланови породице; бунари 井; сечиво 刀 |
|       |        |        |           | предмети исте врсте или категорије – прилика 事情, околност 情況/情况 |
|       |        |        |           | „жито“, мали предмети као што је жито риже |
|       |        |        |           | возила са точкима: аутомобили 汽車/汽车, бицикли 自行車/自行车, итд. |
|       |        |        |           | возови 火車/火车 |
| 輪    | 轮     |        |           | округло – такмичење 比賽/比赛, дискусије 會談/会谈 |
|       |        |        |           | медаље 獎章/奖章, мале равне ствари као што су марке 郵票/邮票 или ковани новац 硬幣/硬币, банана љуске, шкољке за бомбе 大砲/大炮, такође за прстење 戒指                                                                      |
|       |        |        |           | предмети које се односе на академике (течајеви 課/课, смјерови 專業/专业, итд.), и за артиљерију 大砲/大炮. |
|       |        |        |           | „површина“ – равни и глатки предмети (огледала 鏡子/镜子, заставе 旗子, итд.) |
|       |        |        |           | почасни израз, особе вишег социјалног ранга (лекари 醫生/医生, адвокати 律師/律师,, политичари, краљевске личности, итд.), у формалном језику, може се такође користити за било коју особу (није нужно висока, нпр. мајка 母親) |
|       |        |        |           | равни објекти (видео-касете 錄影帶/录影带, итд.), буквално значи „тањир“ и може се користити за тањир хране |
| 泡    | 泡     |        |           | класификатори за течности којима је потребна припрема (чај 茶, мокраћа 尿) |
|       |        |        |           | коњи 馬/马 и друге јахаће животиње; и колут тканине 布 |
|       |        |        |           | писмени рад: документ 論文/论文, чланак 文章, роман и сл. |
|       |        |        |           | „кришка“ – равни предмети, разгледнице, кришке хлеба 麵包/面包, итд. |
|       |        |        |           | „боца“ – пића 飲料/饮料 |
|       |        |        |           | врата 門/门, прозори 窗戶/窗户. |
|       |        |        |           | песме 歌, поезије 詩/诗, музике 曲子, итд. |
|       |        |        |           | бродови 船 |
|       |        |        |           | грађевине за чије потребе су изричито наведене, нпр. болнице 醫院/医院. У супротном, можете користити „座“ |
|       |        |        |           | тешки предмети, нарочито машине (ТВ 電視機/电视机, рачунари 電腦/电脑, итд.); наступи (позориште 話劇/话剧, итд.) |
|       |        |        |           | наставе 課/课 (нпр. „ја имам две наставе данас“), апартман намештаја |
|       |        |        |           | путовања (обично који се понављају), заказана превозна средства 班機/班机 |
|       |        |        |           | класификатор за питања |
|       |        |        |           | дуги, уски, флексибилни предмети (рибе 魚/鱼, пси 狗, хлаче 褲子/裤子, итд.) |
|       |        |        |           | „глава“ – припитомљене животиње 家畜 (свиње 豬/猪, краве 牛, итд.), коса |
|       |        |        |           | „лопта“ – округли и намотани предмети (лоптице од конца 毛線/毛线, итд.) |
| 坨    | 坨     |        |           | „грумен“ – блато 泥, измет 糞便 |
| 尾    | 尾     |        |           | „реп“ – риба 魚/鱼 (древни) |
|       |        |        |           | пристојан класификатор за људе (у прилогу позиције, а не имена) – радници 工人, шеф 主任 |
|       |        |        |           | предмети, пројекти – иницијативи 倡議/倡议, наредбе 法令, извештаји 聲明/声明 |
|       |        |        |           | општи предмети различите карактеристике |
| 則    | 則     |        |           | делови текста – напомена 消息, вицеви 笑話/笑话, вести 新聞/新闻, итд. |
|       |        |        |           | арматура за светло (обично лампе), ибрик чаја и сл. |
|       |        |        |           | „лист“ – равни предмети (папир 紙/纸, столови 桌子, итд.), лица 臉/脸, лукови, слике 圖畫/图画, карте 票, констелације, деке, јоргани 床單/床单                                                                                 |
|       |        |        |           | прилично дуги, предмети попут штапа (оловке 筆/笔, штапићи за јело, руже, пушке 槍/枪, итд.) |
|       |        |        |           | алтернативни облик 支 („стабљика“): може се користити за пушке 槍/枪 и цвеће |
|       |        |        |           | типови или врста предмета |
| 株    | 株     |        |           | дрвећа 树 |
| 注    | 注     |        |           | тамјан 香 |
| 尊    | 尊     |        |           | кипови 像 |
|       |        |        |           | велике грађевине/зграде 樓/楼, планине 山 |

### Мере
| Трад. | Упрош. | Пинјин | Кантонски | Главна употреба |
| ----- | ------ | ------ | --------- | --- |
|       |        |        |           | распоред услуге (возови 火車/火车, и сл.), група људи 人, разред (ученика) 學生/学生 |
| 幫    | 帮     |        |           | „скупина“, „чета“ (бандити 匪徒, деца 孩子) |
|       |        |        |           | „пакет“, „сноп“ (колачића 餅乾/饼干, цигарета 香煙/香烟) |
|       |        |        |           | „шоља“ – течности (вода 水) |
| 輩    | 辈     |        |           | „генерација“, „време људског живота“ (људи 人) |
|       |        |        |           | велика количина новца (новац 錢/钱, новчана средства 資金/资金) |
| 串    | 串     |        |           | скупови бројева, или нешто што долази у низ (нпр. 號碼/号码: „низ бројева“; 珍珠頸鏈/项链: „огрлица бисера“; 葡萄: „грозд“), предмети на ражњу/штапићу (ражњићи, сатаји)                              |
|       |        |        |           | „кревет“ – деке 毯子, плахте |
|       |        |        |           | „време“ – могућности 機會/机会, незгоде 事故 |
|       |        |        |           | „врећа“, „торба“, „новчаник“, „џеп“; брашно 麵粉/面粉 |
|       |        |        |           | линеарне пројекције (свјетлости зрак с亮光, итд.), наредбе ауторитетске особе 命令, јела (хране) 點心/点心, зидови и врата 門/门, питања 題/题, број пута (за одређене процедуре) 工序                |
|       |        |        |           | „капљица“ воде 水, крви 鮮血/鲜血, и друге такве течности |
|       |        |        |           | идеје 意見/意见, предлози, може такође значити „мало“ (често се користи за означавање износа) – храброст 膽量/胆量                                                                                    |
|       |        |        |           | „уз дужине“ – каблови 電線/电线, путеви 路, дио у драми, итд. 臺詞/台词 |
| 堆    | 堆     |        |           | „хрпа“, „гомила“ – смећа 垃圾, песка 沙子 |
|       |        |        |           | „пар“ – људи 人, „пар“ (само за неке ствари) минђуше 耳環/耳环, строфа (двостих), |
|       |        |        |           | јела 飯/饭 |
|       |        |        |           | порције, копије – новина 報紙/报纸, нотаризованог документа 公證/公证, контракт 合同 |
|       |        |        |           | „доза“ - (кинеска) медицина |
|       |        |        |           | предмети који долазе у пару (рукавице 手套, итд.), и за наочале 眼鏡/眼镜, шпил карата 牌, махђонг 麻將/麻将                                                                                          |
|       |        |        |           | токови (ваздуха 氣/气, мириса 香味, утицаја 潮流)... |
| 管    | 管     |        |           | „туба“ – каладонти и ствари које долази у тубама – каладонт 牙膏 |
|       |        |        |           | мале до средње конзерве соде, сока, боце воде, конзерве хране ... |
|       |        |        |           | предмети који се обликују у линије (речи 詞/词, итд.). — 行 се такође чита xíng, види доле. |
|       |        |        |           | „кутијица“ – на пример траке, хране |
|       |        |        |           | кућишта (户 је чест у рукопису традиционалног кинеског) – кућиште 人家 |
| 壺    | 壶     |        |           | ибрик – чај 茶 |
|       |        |        |           | уопштено погрдан класификатор за групе људи као што су банде или битанге (匪徒) |
| 劑    | 剂     |        |           | доза (медицина 藥/药) |
|       |        |        |           | окупљање људи (породица 人家, компанија 公司, итд.), установе (продавнице 商店, ресторани 酒店, хотели 飯店/饭店)                                                                                     |
| 件    | 件     |        |           | ствари (афере 事情), одјећа 衣裳, итд. |
|       |        |        |           | „одељак“ – бамбуса 竹子, итд.; настава у школи 課/课; батерије (које изгледају као дио бамбуса): „兩節電池。“                                                                                         |
|       |        |        |           | линије, реченице, итд. – реченица 話/话, енглеска 英語/英语 |
|       |        |        |           | „блок“, „груда“, „комад“ – земље 地, камење 石頭/石头 и сл.; колач 蛋糕 (комад/кришка), хлеб (не кришка) 麵包/面包, „долар“ 錢/钱                                                                     |
| 倆    | 俩     |        |           | некад се корист неформално уместо 两个 (liǎng ge), за „два“ (нарочито за две стари или људи који су приближни једни према другом)                                                                     |
| 缕    | 縷     |        |           | (странд) косе, дим 煙/烟, ветар 風/风 |
|       |        |        |           | „ред“ – предмети груписани у редовима (столице 座位, итд.) |
|       |        |        |           | (велику количину) људи 人, робе 商品, итд. |
|       |        |        |           | (издања) периодика 雜誌/杂志 |
|       |        |        |           | „групе“ (укљ. људи 人), „чопор“ – студента 學生/学生, птица 鳥/鸟 |
| 仨    | 仨     |        |           | некад се користи неформално уместо 三个 за „три“ ствари |
|       |        |        |           | „бала“, за цвеће, светло 花, итд. |
|       |        |        |           | пар ствари које природно долазе у пару (нпр. штапићи за јело 筷子, ципеле 鞋, итд.) |
|       |        |        |           | „комплет“ – књига 書/书, часописа, колекционарства, одјећа 衣裳, итд. |
| 碗    | 碗     |        |           | „тањир“ – супе 湯/汤, риже 米飯/米饭 |
| 些    | 些     |        |           | „неколико“ – речнички елемент, указује на неодређену количину. Користи се само у облику 一些. |
| 行    | 行     |        |           | скуп људи који путује заједно, као што је трговинска комисија или дипломати и ађутанти који посетују страну државу.                                                                                   |
|       |        |        |           | У кантонском, ово се користи уместо shù (束), на примјер пакет цвећа „врч“, „бокал“ – пића као што су пиво, минерална вода, сок, итд. (Недавни зајам речи из енглеског, може се сматрати неформално.) |
|       |        |        |           | „удар вјетра“, „прасак“ – догађаји кратког трајања (нпр. муња олује, налети ветра 風/风, итд.) |
|       |        |        |           | један од пара (рука 手, нога); животиње (птице 鸟, мачке 貓/猫, и сл.) |
| 注    | 注     |        |           | „кладба“ – лутрија 彩票 |
|       |        |        |           | сет, редови, серије, скуп људи 人, батерије 電池/电池 (војне) |

### Праве јединице
| Трад.       | Упрош. | Пинјин | Кантонски | Главна употреба                                                                                         |
| Време       | Време  | Време  | Време     | Време                                                                                                   |
| ----------- | ------ | ------ | --------- | --- |
|             |        |        |           | „секунда“                                                                                               |
|             |        |        |           | „минута“                                                                                                |
|             |        |        |           | „четвртина“, „15 минута“ (углавном употребљиван у неким дијалектима, као што су шангајски, и преводи)   |
|             |        |        |           | „сат“ (није збирна реч)                                                                                 |
|             |        |        |           | „сат“ (нађена у јужном кинеском, није збирна реч, мора се користити са 個 / 个)                         |
|             |        |        |           | „2 сата“ (стара реч, није збирна реч, мора се користити са 個 / 个)                                     |
|             |        |        |           | „дан“                                                                                                   |
|             |        |        |           | „дан“                                                                                                   |
|             |        |        |           | „година“                                                                                                |
|             |        |        |           | „година“ (древна реч)                                                                                   |
|             |        |        |           | „век“ (није збирна реч, мора се користити са 個 / 个 да изрази број векова)                             |
| Тежина/маса |        |        |           | |
|             |        |        |           | „грам“                                                                                                  |
|             |        |        |           | 50 грама (1/10 jīn-а), прије је било 1/16 jīn-а                                                         |
| 加崙/加侖   | 加仑   |        |           | галон (4,54 литра)                                                                                      |
|             |        |        |           | „фунта“, ½ килограма                                                                                    |
|             |        |        |           | „килограм“                                                                                              |
|             |        |        |           | „килограм“                                                                                              |
|             |        |        |           | „тона“                                                                                                  |
| Дужина      |        |        |           | |
|             |        |        |           | „метрички fēn“, „центиметар“                                                                            |
|             |        |        |           | „центиметар“ (више уобичајено у континенталној Кини)                                                    |
|             |        |        |           | кинеска „инча“ (⅓ дециметра)                                                                            |
|             |        |        |           | британска инча                                                                                          |
|             |        |        |           | чи – кинеско „стопало“ (⅓ метра)                                                                        |
|             |        |        |           | британско стопало                                                                                       |
|             |        |        |           | британско стопало                                                                                       |
|             |        |        |           | метрички chǐ“, „метар“                                                                                  |
|             |        |        |           | „метар“                                                                                                 |
|             |        |        |           | „ли“, (½ километара)                                                                                    |
|             |        |        |           | британска миља                                                                                          |
|             |        |        |           | британска миља                                                                                          |
|             |        |        |           | „километар“                                                                                             |
|             |        |        |           | "астрономска јединица"                                                                                  |
|             |        |        |           | „светлосна година“                                                                                      |
|             |        |        |           | „парсек“                                                                                                |
| Новац       |        |        |           | |
|             |        |        |           | „јуан“, „¥“ (главна јединица новца) (било која форма може се употребит у традиционалном кинеском писму) |
|             |        |        |           | „комад“, „јуан“ (жаргонски термин)                                                                      |
|             |        |        |           | „ђиао“, „десет пара“                                                                                    |
|             |        |        |           | „мао“, „десет пара“, жаргонски термин                                                                   |
|             |        |        |           | „фен“, „цент“, „пара“                                                                                   |

## Глаголски класификатори
| Трад. | Упрош. | Пинјин | Кантонски | Главна употреба                                                                                      |
| ----- | ------ | ------ | --------- | --- |
|       |        |        |           | број пута акција је завршена                                                                         |
|       |        |        |           | дужина догађаја који се одвијају у другом догађају                                                   |
|       |        |        |           | пута (за разлику од 遍, 次 односи се на број покушаја без обзира да ли је или није то било завршено) |
|       |        |        |           | акције, без понављања                                                                                |
|       |        |        |           | појаве (користи се колоквијално)                                                                     |
|       |        |        |           | гласни, узвикује, итд.                                                                               |
|       |        |        |           | путовања, обилазак, итд.                                                                             |
|       |        |        |           | кратко и често нагло дејство (више уобичајно у кантонским, него у северним дијалектима).             |